# Vittorio Gregotti

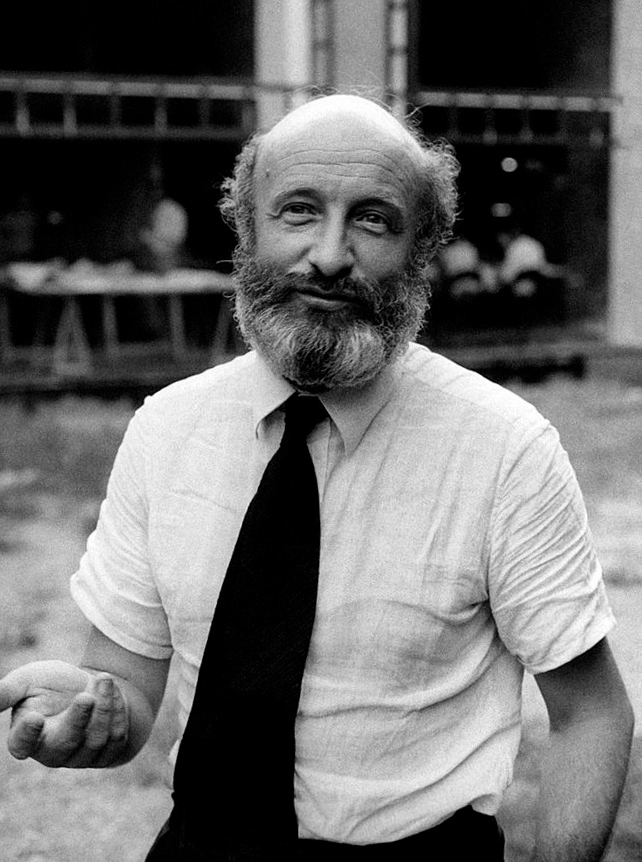
Vittorio Gregotti (1975)

Vittorio Gregotti (* 10. August 1927 in Novara, Piemont; † 15. März 2020 in Mailand) war ein italienischer Architekt und Designer. Er galt als einer der letzten Protagonisten des italienischen Rationalismus.

## Leben
Vittorio Gregotti studierte Architektur am Polytechnikum Mailand, insbesondere bei Ernesto Nathan Rogers. Als Student war er im Büro von Auguste Perret in Paris tätig. 1951 war er Teilnehmer des Architekturkongesses „The Heart of the City“ der Congrès Internationaux d’Architecture Moderne (CIAM). 1952 eröffnete er sein eigenes Atelier Gregotti Associati; 1974 gründete er mit Pierluigi Carri, Augusto Cagnardi und Hiromichi Matsui das Unternehmen Gregotti International in Mailand. Neben Bauten wurden auch Entwürfe von Möbeln und Lampen umgesetzt. Er war Professor für Entwurf an der Università Iuav di Venezia und den Architekturfakultäten in Mailand und Palermo sowie der International Academy of Architecture in Sofia. Gastprofessuren hatte er inne in Tokyo, Buenos Aires, São Paulo, Lausanne, Harvard, Philadelphia, Princeton, Cambridge (UK) und am MIT in Cambridge (USA).
Gregotti plante mit seinem Büro Gregotti Associati unter anderem das Olympiastadion Barcelona, das Centro Cultural de Belém in Lissabon, das Teatro degli Arcimboldi in Mailand, das Viertel Bicocca in Mailand, die Cannaregio-Häuser in Venedig, die Torhäuser in der Berliner Lützowstraße, das Pariser Konzerthaus „La Gaîté de Paris“, den Hauptsitz von Air France in Montreuil bei Paris, das Guggenheim-Museum in Venedig sowie zahlreiche Universitäten, zuletzt die Universität Kalabrien in Cosenza.
Eine der großen städtebaulichen Planungen war die neue Quadratestadt in einer Gesamtfläche über 15 km² in Pujiang (Shanghai). Ein 2,6 km² großer Abschnitt im Norden der Stadt wurde gestaltet mit Gartenvillen, einem italienischen Palast und einer Piazza mit Glockenturm.
Er war verantwortlich für die Einführungssektion der XIII. Triennale in Mailand (1964), die den Internationalen Großen Preis gewann. Von 1974 bis 1976 war er Direktor der Sektion Bildende Kunst und Architektur der Biennale di Venezia. Auf der Triennale di Milano im Jahr 2012 wurde er mit der Medaglia d’Oro alla Carriera ausgezeichnet. Von 1979 bis 1998 war er Direktor des Kunstmagazins Rassegna, von 1981 bis 1996 Herausgeber der Architekturzeitschrift Casabella und Redakteur von Lotus International. Er hat zahlreiche Artikel in verschiedenen Zeitungen wie Corriere della Sera und La Repubblica veröffentlicht und mehrere Bücher geschrieben. Er war seit 1976 Mitglied der Accademia di San Luca und seit 1995 der Accademia di Brera. 2000 wurde er für sein Wirken mit dem Verdienstorden der Italienischen Republik ausgezeichnet. Ehrendoktorate erhielt er durch die Universitäten in Prag (1996), Bukarest (1999) und Porto (2003). 2006 folgte der Manfredo-Tafuri-Preis der Architekturbiennale in Venedig und 2007 der Millennium Award der Trienal de Arquitectura de Lisboa. 1997 wurde er Ehrenmitglied des Bundes Deutscher Architekten (BDA) und 1999 des American Institute of Architects (AIA).
Gregotti starb im März 2020 im Alter von 92 Jahren während der COVID-19-Pandemie in Italien an den Folgen einer SARS-CoV-2-Infektion.

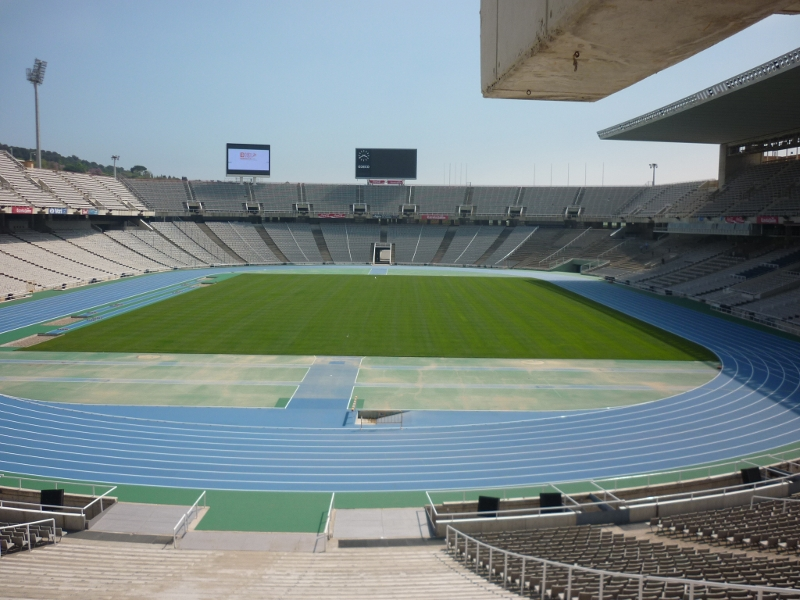
Olympiastadion Barcelona (nach Sanierung 2010)
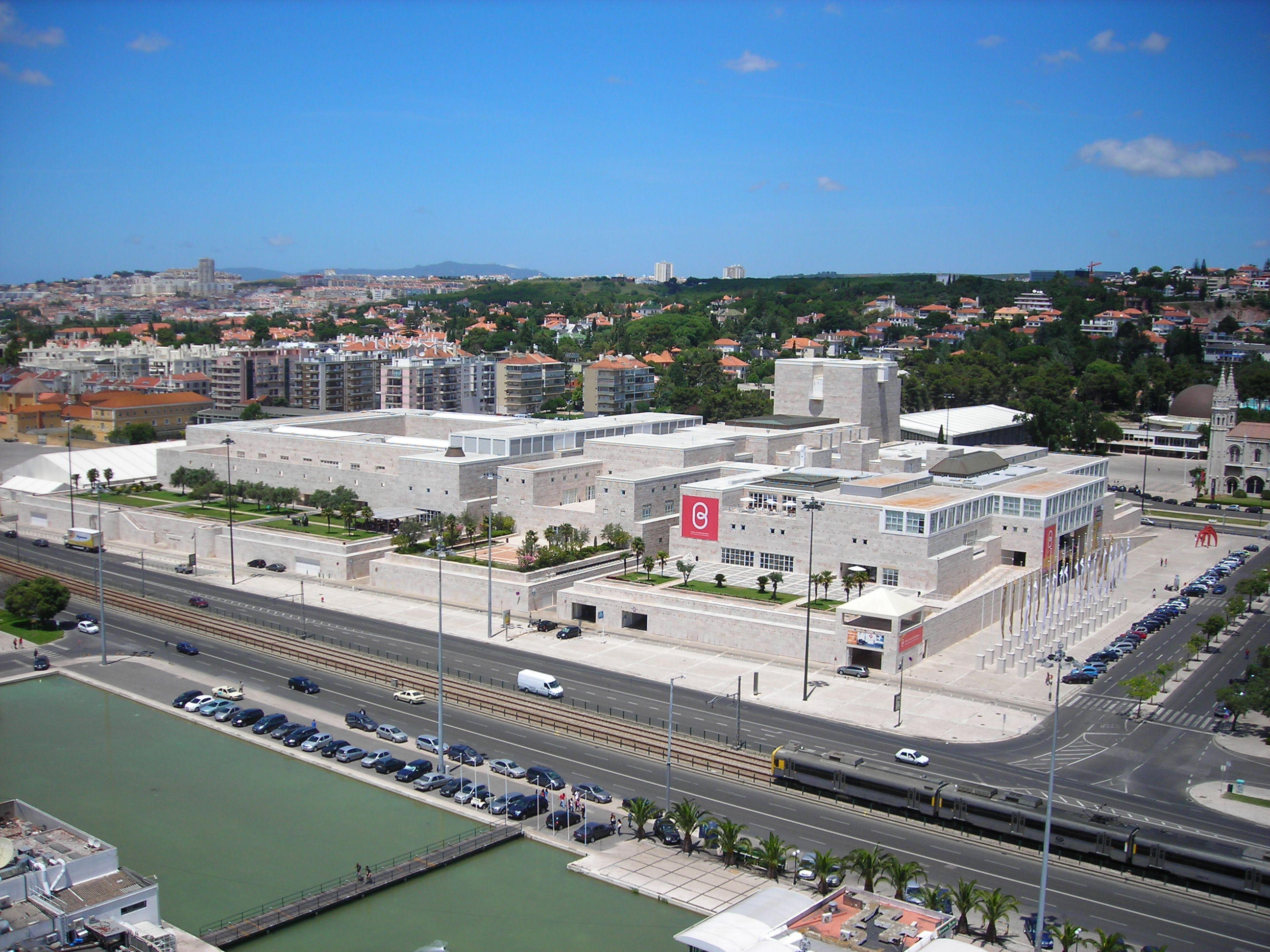
Centro Cultural de Belém
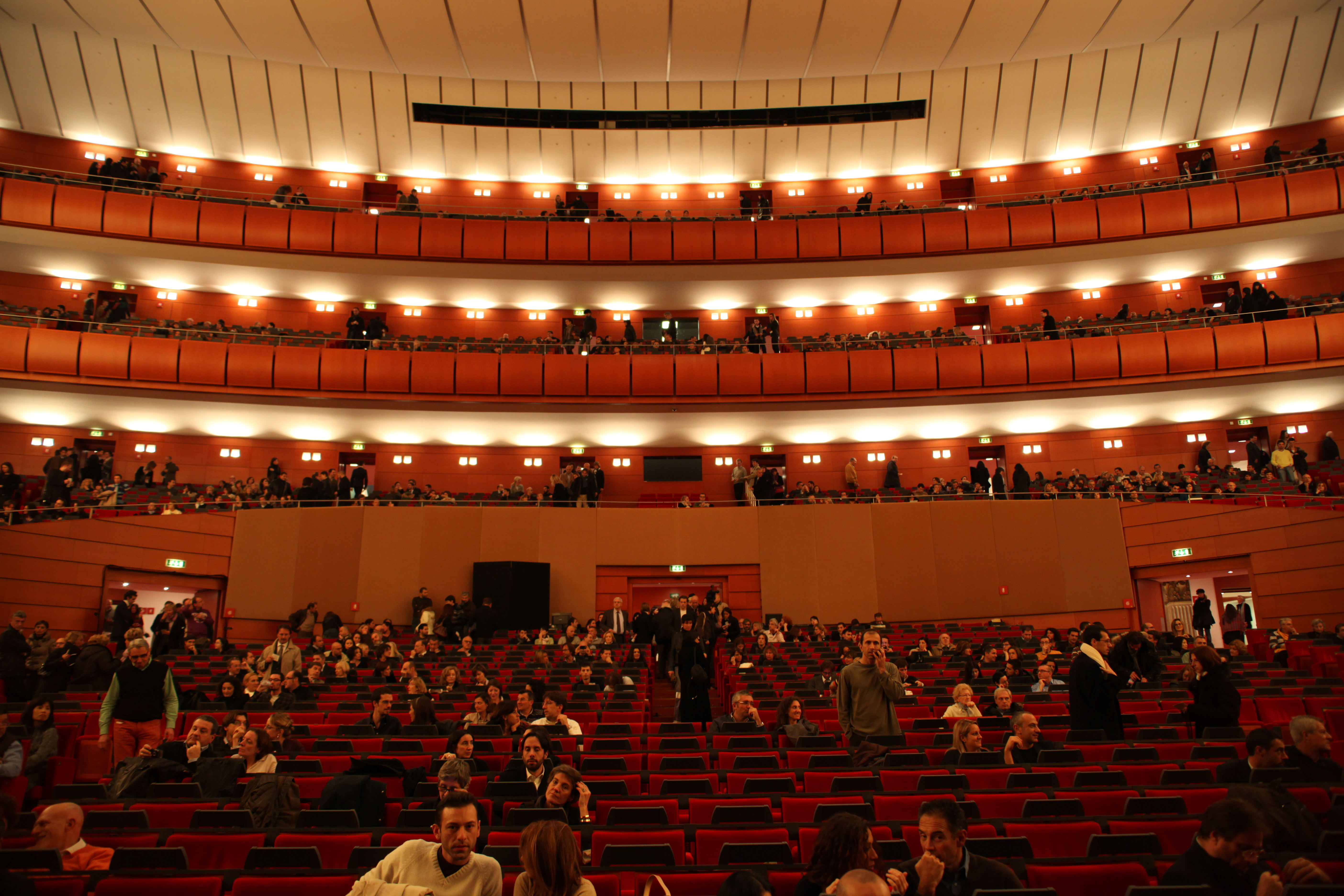
Teatro degli Arcimboldi
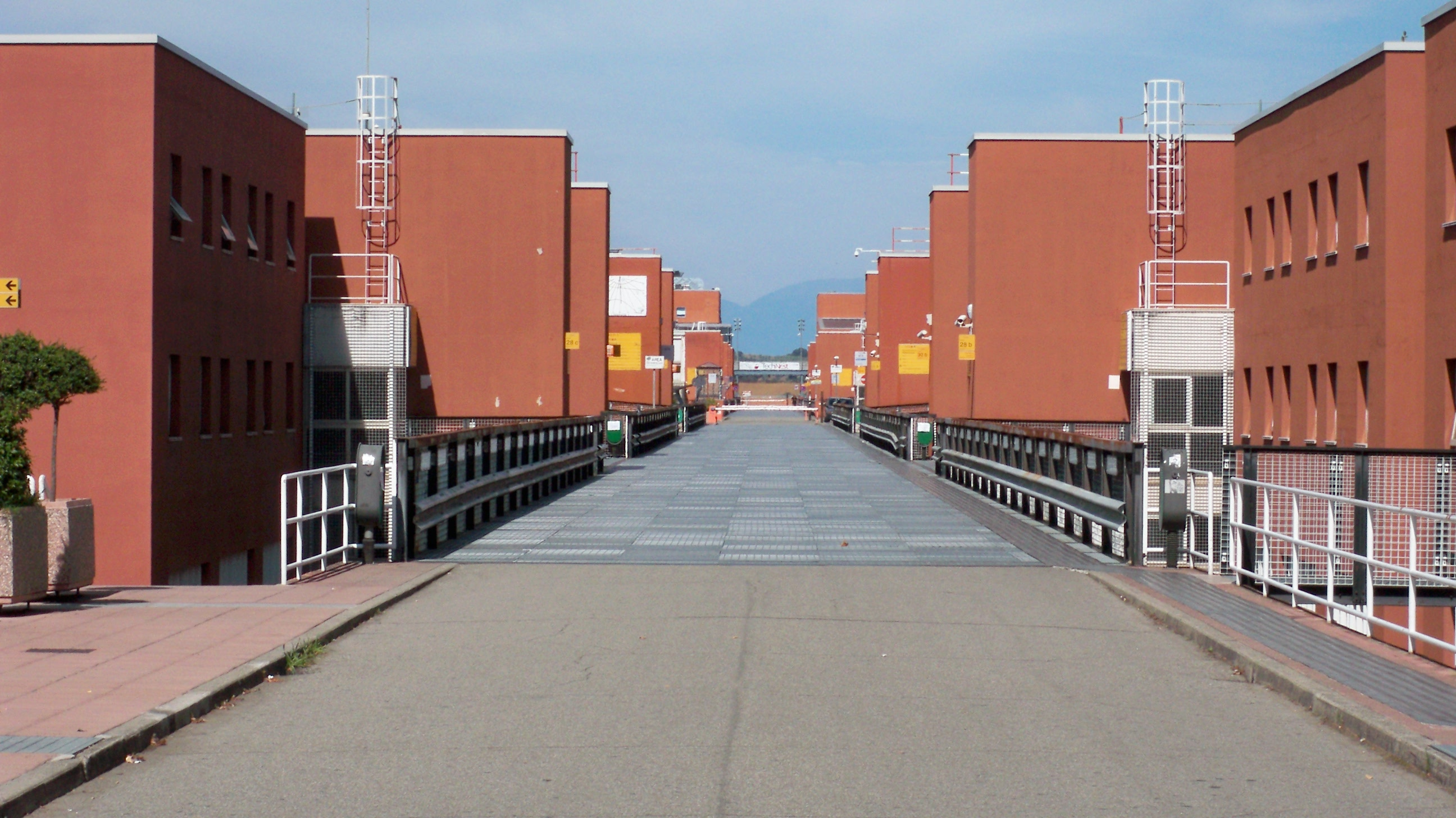
Universität Kalabrien

## Schriften
- New Directions in Italian Architecture, Littlehampton 1968
- Questioni di Architettura, 1986
- Dentro l’Architettura, 1991
- Inside Architecture, The MIT Press, 1996, ISBN 978-0-262-57115-9
- Racconti di Archi tettura, 1998
- Identità e Crisi dell’Architettura Europea, 1999
- L’Architettura del Realismo Critico, 2004
- Architecture, Means and Ends (Übersetzung: Lydia Chochrane), University of Chicago Press, 2010, ISBN 978-0-226-30758-9
- Il territorio dell’architettura, Feltrinelli 2014, ISBN 978-8807884801 (Erstveröffentlichung 1966)